# Зигзаг

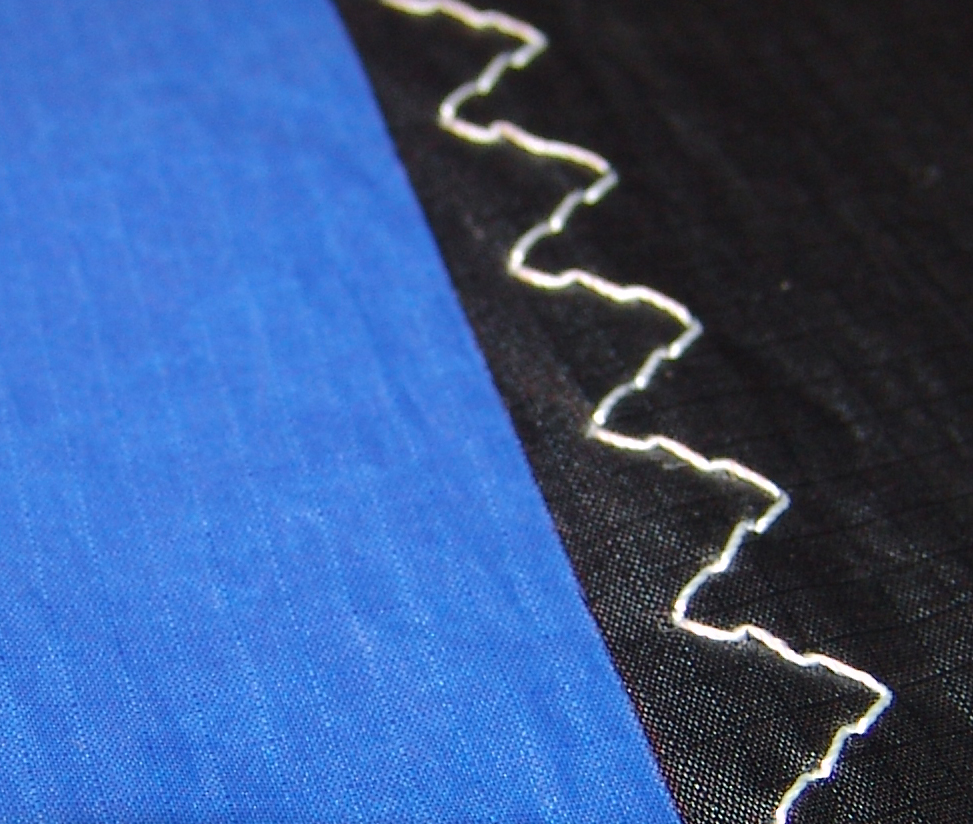
Орнамент у формі зигзага

Зигза́г, або зиґза́ґ, — ламана лінія, черговість впорядкованих коротких ліній, наступних одна за одною під однаковими кутами і в якій кожна друга лінія є паралельною. Походження слова незрозуміле, ймовірно з німецького zick Zacke (проріджування зубів). Поширене у багатьох мовах. Вперше з'являється у французькій книзі 1680 року.
Зигзаг здавна є основним елементом багатьох орнаментів та візерунків кераміки і порцеляни. Швейні машини спроможні дуже швидко накладати зигзагоподібні шви. Форму зигзага має лезо пилки. Зигзаговими елементами відрізняються прапори Катару і Бахрейну.